# الی دارسی-آلدن
الی می دارسی-آلدن (به انگلیسی: Ellie May Darcey-Alden) متولد ۴ سپتامبر ۱۹۹۹
، یک هنرپیشه انگلیسی-آمریکایی است. او بیشتر به خاطر ایفای نقش کودکی لیلی پاتر در هری پاتر و یادگاران مرگ – قسمت دوم و فرانچسکا فرانی لاتیمر در سری ۷ سریال دکتر هو ویژه برنامه آن کریسمس به نام «مردم برفی» شناخته شده است. او قبل از پیوستن به مجموعه فیلم‌ و سریال‌ بزرگی مانند هری پاتر و دکتر هو و نقش‌هایی در تئاتر و تلویزیون بریتانیا ظاهر شد. او همچنین مدتی مانکن پاره وقت بوده است. و سابقه حضور در تبلیغات، صداپیشگی و رقص رقابتی را دارد.